# Femina
 For alternative betydninger, se Femina (flertydig). (Se også artikler, som begynder med Femina)
Femina er et dansk ugeblad, som udgives af uge- og månedsbladsforlaget Aller Media A/S (datterselskab af Carl Aller's Etablissement A/S). Ugebladet er udkommet siden 1952 og er en fortsættelse af den tidligere illustrerede modejournal Nordisk Mønster-Tidende (1874-1952), hvilket gør kvindebladet til det ældste ugeblad i Danmark. Emnerne, der tages under behandling, henvender sig til den moderne kvinde og en bred læserskare fra hele landet og strækker sig fra reportager om mode, mad, boligindretning, sundhed, skønhed og velvære, psykologi, over portrætter og interviews med aktuelle personer til kulturstof om bøger, film samt kunst.
I begyndelsen af 2024 besluttede udgiverne, at Femina fremover kun skulle udgives digitalt, hvilket Aller Media begrundede med, at læserne havde ændret vaner i retning af den digitale platform. 29. februar 2024 udkom derfor den sidste udgave af Femina i 2024 på print. Året efter fortrød udgiverne imidlertid beslutningen, og fra 8. maj 2025 genopstod bladet i en fysisk version, som fremover skulle udsendes en gang om måneden.

## Oplag og organisation
Dameugebladet Femina havde i det første halvår af 2009 et gennemsnitligt ugentligt nettooplag pr. nummer på 60.509 eksemplarer og godt 320.000 læsere i Danmark i perioden fra andet halvår 2007 til andet halvår 2008. Camilla Lindemann har fungeret som ansvarshavende chefredaktør siden marts måned 2005, hvor hun overtog posten fra damebladets tidligere chefredaktør Jutta Larsen, der blev ansat på Femina som journalist i 1967 og fra 1971 som chefredaktør.
Svenske Allers förlag udgiver det tilsvarende månedlige dameblad Femina i Sverige.

## Ugebladets historie
Forretningsvirksomheden Carl Aller's Etablissement A/S (forkortet CAE A/S) etableredes på Holmens Kanal i København den 4. april 1873 af litografen og opfinderen Carl Julius Aller og dennes hustru Laura Aller med et H.C. Ørsteds legat som første rygstød. Den oprindelige tanke var alene at grundlægge en trykkerivirksomhed, men det første projekt, som det nye foretagende påtog sig, var udgivelsen af håndarbejdsopskriftsbladet Nordisk Mönster Tidende (senere Nordisk Mønster Tidende og blot Mønster Tidende). Det første nummer udkom det efterfølgende år, nytårsdag 1874, og henvendte sig med sine sy- og hækleopskrifter stort set udelukkende til husmødre og andre kvindelige læsere. Laura Aller, der tog sig af det redaktionelle arbejde bag udgivelserne, blev damebladets og Nordens første kvindelige chefredaktør og forblev på denne post de næste 30 år. Laura Aller videreførte også en europæisk ide med at lancere damebladet som et abonnementtidende, hvilket blev det første i Norden af sin slags.
Den 29. juli 1903 optrådte betegnelsen brysteholder (forkortet bh) for første gang i modebladet og i Danmark. "Journal for Toilette og Damehaandarbejde" udkom to gange om måneden i perioden fra 1874 til 1951 og et kvartals-abonnement (bestående af seks numre) kostede fra 1874 og nogle år fremefter 60 øre (eller 10 øre pr. nummer). Foruden at levere inspiration om tidens mode og håndarbejde (herunder broderiteknikker og mønstre til tasker og punge) over et 8 siders blad sammen med et snitmønstertillæg i de første årgange, tegnede modejournalen med tiden endvidere portrætter af samtidens stærke kvinder, madopskrifter, boligindretning, sundhed og kultur. Daværende chefredaktør Jutta Larsen udtalte i februar 1994, at damebladets "målgruppe er en kvinde, som har job og hobby, hun bruger penge på sig selv og er aktivt interesseret i sin familie. Hun er i alderen 18-50 år, men også ældre. Hun tænker selv, og lader sig ikke gonge oven i hovedet af den nye overordnede intelligens, som fortæller hende, hvordan hun skal være. Hun bestemmer selv og vælger, om hun vil arbejde full-time hele tiden, eller om hun vil have nogle år hjemme hos børn og familie".
Efter en ændring af selskabsstrukturen, blev Carls Allers Etablissement A/S et holdingselskab for CAE-koncernens dattervirksomheder i Danmark, Norge, Sverige og Finland, herunder det danske udgiverselskab Aller Media A/S, der står bag udgivelsen af ugebladet Femina. I 1952 valgte mediekoncernen at foretage et navneskifte og en relancering af ugebladet under navnet Femina (den latinske betegnelse for kvinde). Det gennemsnitligt ugentlige oplagstal pr. nummer lå i 2. halvår 1985 på over 130.000 eksemplarer, men har sammen med en stor del af det danske ugebladsmarked sidenhen oplevet et markant oplagsfald og et fald i antallet af læsere. I 2. halvår 2005 lå oplagstallet på 78.179 eksemplarer, mens ugebladet for kvinder i det første halvår af 2009 havde et gennemsnitligt ugentligt nettooplag pr. nummer på 60.509 eksemplarer.
Gladsaxe-klubben Boldklubben Femina blev ved stiftelsen den 13. oktober 1959 navngivet efter ugebladet Femina, der som sponsor stillede tøj og sko til rådighed for den danske kvinde-fodboldklub. Dameugebladet har siden 1999 samarbejdet med Orienteringsklubben Pan Århus i Århus, Odense Orienteringsklub i Odense, Københavns Idræts Forening i København og Aalborg Atletik og Motion i Aalborg omkring kvindeløbet Feminaløbet.
Ugebladet Femina blev af det forhenværende Ernæringsrådet den 4. april 2001 kritiseret for på helsesiderne i bladet udgivet den 15. februar 2001 (nr. 7, side 146) at komme med vildledende og udokumenterede kostråd til æggeallergikere ved at foreslå at man forsøgte sig med at spise økologiske æg i stedet for konventionelt producerede æg. Baggrunden for forslaget blev givet med en fejlagtig henvisning til at æggeallergi kunne skyldes allergi overfor det gule farvestof, som nogle avlere tilsætter hønsefoderet for at give æggeblommen en flot gul farve. En anbefaling Ernæringsrådet på det kraftigste frarådede, at personer med æggeallergi eksperimenterede med ved at spise økologiske æg og udsætte sig for unødvendig fare.